# Schreyerita
La schreyerita és un mineral de la classe dels òxids. Rep el seu nom del mineralogista alemany Werner Schreyer (1930-2006), professor de la Universidad Ruhr de Bochum.

## Característiques
La schreyerita és un òxid de fórmula química V₂3+Ti₃3+O9. Va ser aprovada com a espècie vàlida per l'Associació Mineralògica Internacional l'any 1976. Cristal·litza en el sistema monoclínic. La seva duresa a l'escala de Mohs és 7.
Segons la classificació de Nickel-Strunz, la schreyerita pertany a «04.CB: Òxids amb proporció metall:oxigen = 2:3, 3:5, i similars, amb cations de mida mitja» juntament amb els següents minerals: brizziïta, corindó, ecandrewsita, eskolaïta, geikielita, hematites, ilmenita, karelianita, melanostibita, pirofanita, akimotoïta, romanita, tistarita, avicennita, bixbyita, armalcolita, pseudobrookita, mongshanita, zincohögbomita-2N2S, zincohögbomita-2N6S, magnesiohögbomita-6N6S, magnesiohögbomita-2N3S, magnesiohögbomita-2N2S, ferrohögbomita-6N12S, pseudorútil, kleberita, berdesinskiita, oxivanita, olkhonskita, kamiokita, nolanita, rinmanita, iseïta, majindeïta, claudetita, estibioclaudetita, arsenolita, senarmontita, valentinita, bismita, esferobismoïta, sil·lenita, kyzylkumita i tietaiyangita.

## Formació i jaciments
Va ser descoberta l'any 1976 al mont Lasamba, al districte de Kwale de la província Costanera, Kenya. També ha estat descrita a altres països tot i que els lloc on s'ha pogut trobar aquest mineral són escassos. Als territoris de parla catalana ha estat descrita a la mina Eureka (La Torre de Cabdella, Pallars Jussà).